# Maja Ostaszewska
Maja Ostaszewska (sinh ngày 3 tháng 9 năm 1972 tại Kraków) là một diễn viên người Ba Lan.

## Tiểu sử
Maja Ostaszewska là con gái của nhạc sĩ Jacek Ostaszewski. Cô bắt đầu theo học diễn xuất tại chính quê hương Kraków và sau đó tốt nghiệp Học viện nghệ thuật sân khấu quốc gia Aleksander Zelwerowicz ở Warsaw vào năm 1996.
Với vai diễn trong phim truyền hình "Przystań", Maja Ostaszewska được nhận Giải thưởng Nữ diễn viên chính xuất sắc nhất tại Liên hoan phim Ba Lan tổ chức tại Gdynia năm 1998. Năm 2012, cô được trao Giải thưởng Telekamera ở hạng mục Nữ diễn viên chính xuất sắc nhất.

## Thành tích nghệ thuật
- Schindler's List (1993)
- Przystań (1998) - Karolina
- Prymas - trzy lata z tysiąca (2000) - Leonia
- Egoiści (2000)
- Where Eskimos Live (2002)
- The Pianist (2002)
- Przemiany (2003) - Marta Mycinska
- Solidarność, Solidarność... (2005)
- S@motność w sieci (2006)
- Katyn (2007) - Anna
- Ile waży koń trojański? (2008) - Lidka
- Janosik: A True Story (2009) - Margeta
- Uwikłanie (2011) - Agata Szacka
- Przepis na życie (Recipe for life) (2011-2013, sê-ri phim truyền hình) - Beata Darmięta
- In the Name Of (2013) - Ewa
- Jack Strong (2014) - Hania
- Ziarno prawdy (2015)
- Body (2015) - Anna
- Panie Dulskie (2015) - Melania Dulska
- Pitbull: Nowe porządki (2016) - Olka
- Pitbull. Niebezpieczne kobiety (2016) - Olka
- Diagnosis (2017-2018) - Anna Nowak
- Never Gonna Snow Again (2020)